# Samuel van Houten
Samuel van Houten, född 17 februari 1837, död 14 oktober 1930, var en nederländsk författare.
Houten var i yngre dagar socialradikal och pacifist, sedermera moderat-liberal. Han var ledamot av andra kammaren 1864-94, av första kammaren 1904-21, inrikesminister 1894-97, varunder han egenomförde en valreform.